# Holorusia vanewrighti
Holorusia vanewrighti är en tvåvingeart som beskrevs av Alexander 1971. Holorusia vanewrighti ingår i släktet Holorusia och familjen storharkrankar. Inga underarter finns listade i Catalogue of Life.